# Karl Friedrich, Prinț de Hohenzollern
Karl Friedrich, Prinț de Hohenzollern (n. 20 aprilie 1952; Sigmaringen, Baden-Württemberg, Germania) este fiul cel mare al Prințului Friedrich Wilhelm de Hohenzollern și a Prințesei Margarita de Leiningen. A devenit șeful Casei de Hohenzollern-Sigmaringen după decesul tatălui său la 16 septembrie 2010.

## Căsătorie și copii
La 17 mai 1985 la Sigmaringen s-a căsătorit cu contesa Schenck von Stauffenberg, fiica contelui Clemens Anton Schenck von Stauffenberg (o rudă a colonelului Claus Schenk Graf von Stauffenberg) și a soției acestuia, contesa Clementine Elisabeth de Wolff-Metternich. Cuplul a divorțat la 21 ianuarie 2010. Împreună au patru copii:
- Alexandru, Prinț Moștenitor de Hohenzollern (n. 16 martie 1987, New York)
- Prințesa Philippa Marie Carolina Isabelle de Hohenzollern-Sigmaringen (n. 2 noiembrie 1988, New York)
- Prințesa Flaminia Pia Eilika Stephanie de Hohenzollern-Sigmaringen (n. 9 ianuarie 1992, München)
- Prințesa Antonia Elisabeth Georgina Tatiana de Hohenzollern-Sigmaringen (n. 22 iunie 1995, München)

La 17 iulie 2010 Karl Friedrich s-a recăsătorit cu Katharina (Nina) de Zomer (n. 1959), un fotograf german.
Prințul trăiește la Castelul Sigmaringen; el deține, de asemenea, Castelul Krauchenwies (reședința fostei sale soții), Castelul Umkirch și Josefslust, un conac de vânătoare.
El este președintele și unicul proprietar al Unternehmensgruppe Fürst von Hohenzollern care include imobiliare și păduri, cu 400 de angajați, și deține o pondere de 50% din Zollern GmbH und Co. KG (combinate siderurgice, tehnici de transmisie), cu 2800 de angajați. 
Având în vedere prevederile art. 35 alin.1 din Constituția României din 1938 (ultima constituție regală, suspendată începând cu data de 5 septembrie 1940), Prințul de Hohenzollern-Sigmaringen este și prinț ereditar al României.